# 邵桂芳 (1943年)
邵桂芳（1943年—2012年9月21日），男，山东莱州人，中华人民共和国政治人物。

## 生平
1969年9月参加工作。1973年6月加入中国共产党。曾在潍坊柴油机厂、昌潍地区、潍坊棉纺织厂等单位任职。1995年，担任山东省人民政府副省长、秘书长。2002年，兼任山东大学党委书记。后任山东省人大常委会副主任。
2012年9月21日因病医治无效在济南逝世，遗体告别仪式在济南殡仪馆举行，骨灰将安放在济南英雄山烈士陵园。